# Junction City (Oregon)
Junction City az Amerikai Egyesült Államok északnyugati részén, Oregon állam Lane megyéjében helyezkedik el. A 2010. évi népszámláláskor 5 392 lakosa volt. A város területe 6,11 km², melynek 100%-a szárazföld.

## Történet

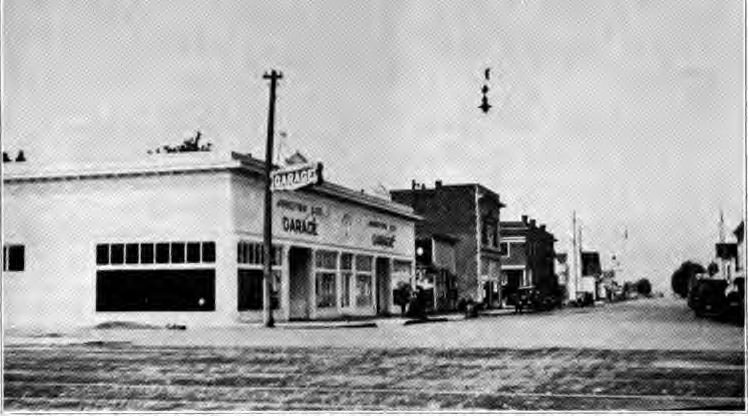
Junction City 1920-ban

Junction City nevét az 1870-es években kapta a vasútmágnás Ben Holladaytől; tervei szerint a Willamette-völgy keleti és nyugati oldalán futó vasútvonalak e városban találkoztak volna. A nyugati oldal végül nem épült meg, de a 99-es országút Portlandben keleti és nyugati ágai itt találkoznak újra.
Junction City 1872-ben kapott városi rangot.
2003-ban a település nagy médiafigyelmet kapott, többek között a CNN, a Fox News és a The Today Show is felfigyelt egy kampányra, ahol helyi férfiak aktfotói jelentek meg a „The Men of the Long Tom Grange Calendarban”, hogy ezzel az iskolakerületnek gyűjtsenek. Összesen 265 ezer dollár gyűlt össze, és felhívta a figyelmet az iskolák finanszírozásának problémáira is.

## Éghajlat
A térség nyarai melegek (de nem forróak) és szárazak; a havi maximum átlaghőmérséklet 22 °C. A Köppen-skála alapján a város éghajlata meleg nyári mediterrán. A legcsapadékosabb a november–december, a legszárazabb pedig a július–augusztus közötti időszak. A legmelegebb hónap augusztus, a leghidegebb pedig január.
| Hónap                         | Jan.  | Feb.  | Már. | Ápr. | Máj. | Jún. | Júl. | Aug. | Szep. | Okt. | Nov.  | Dec.  | Év    |
| ----------------------------- | ----- | ----- | ---- | ---- | ---- | ---- | ---- | ---- | ----- | ---- | ----- | ----- | ----- |
| Rekord max. hőmérséklet (°C)  | 20,6  | 25,6  | 26,7 | 31,7 | 35,0 | 38,9 | 41,1 | 42,2 | 39,4  | 34,4 | 24,4  | 20,0  | 42,2  |
| Átlagos max. hőmérséklet (°C) | 8,3   | 10,6  | 13,3 | 16,1 | 19,4 | 22,8 | 27,8 | 28,3 | 25,0  | 17,8 | 11,1  | 7,8   | 17,4  |
| Átlaghőmérséklet (°C)         | 4,7   | 6,2   | 8,1  | 10,3 | 13,1 | 15,9 | 19,2 | 19,5 | 16,7  | 11,4 | 7,2   | 4,5   | 11,4  |
| Átlagos min. hőmérséklet (°C) | 1,1   | 1,7   | 2,8  | 4,4  | 6,7  | 8,9  | 10,6 | 10,6 | 8,3   | 5,0  | 3,3   | 1,1   | 5,4   |
| Rekord min. hőmérséklet (°C)  | −20,0 | −19,4 | −7,8 | −3,9 | −2,2 | 0,0  | 3,9  | 1,6  | −1,1  | −8,3 | −11,1 | −24,4 | −24,4 |
| Átl. csapadékmennyiség (mm)   | 175   | 142   | 127  | 84   | 69   | 38   | 13   | 15   | 33    | 84   | 196   | 198   | 1174  |
| Forrás: The Weather Channel   |       |       |      |      |      |      |      |      |       |      |       |       |       |

## Népesség

### 2010
A 2010-es népszámláláskor a városnak 5 392 lakója, 2 184 háztartása és 1 394 családja volt. A népsűrűség 882,1 fő/km². A lakóegységek száma 2 323, sűrűségük 380 db/km². A lakosok 90,4%-a fehér, 0,7%-a afroamerikai, 1,3%-a indián, 0,6%-a ázsiai, 0,1%-a a Csendes-óceáni szigetekről származik, 3,7%-a egyéb-, 3,2% pedig kettő vagy több etnikumú. A spanyol vagy latino származásúak aránya 9% (7% mexikói, 0,3% Puerto Ricó-i, 1,7% pedig egyéb spanyol/latino származású).
A háztartások 33,3%-ában élt 18 évnél fiatalabb. 45% házas, 13% egyedülálló nő, 5,8% pedig egyedülálló férfi; 36,2% pedig nem család. 28,4% egyedül élt; 13,8%-uk 65 éves vagy idősebb. Egy háztartásban átlagosan 2,43 személy élt; a családok átlagmérete 2,93 fő.
A medián életkor 36 év volt. A város lakóinak 25%-a 18 évesnél fiatalabb, 9,1% 18 és 24 év közötti, 26,4%-uk 25 és 44 év közötti, 24,4%-uk 45 és 64 év közötti, 15,1%-uk pedig 65 éves vagy idősebb. A lakosok 47,8%-a férfi, 52,2%-uk pedig nő.

### 2000
A 2000-es népszámláláskor a városnak 4 721 lakója, 1 823 háztartása és 1 170 családja volt. A népsűrűség 1 311,4 fő/km². A lakóegységek száma 1 921, sűrűségük 533,6 db/km². A lakosok 91,21%-a fehér, 0,3%-a afroamerikai, 1,23%-a indián, 0,53%-a ázsiai, 0,04%-a a Csendes-óceáni szigetekről származik, 3,66% egyéb, 2,97% pedig kettő- vagy több etnikumú. A spanyol vagy latino származásúak aránya 8,28% (6% mexikói, 0,3% Puerto Ricó-i, 19% pedig egyéb spanyol/latino származású).
A háztartások 34,4%-ában élt 18 évnél fiatalabb. 50,5% házas, 10,1% egyedülálló nő; 35,8% pedig nem család. 30,5% egyedül élt; 16,5%-uk 65 éves vagy idősebb. Egy háztartásban átlagosan 2,51 személy élt; a családok átlagmérete 3,15 fő.
A város lakóinak 27,1%-a 18 évnél fiatalabb, 10,5%-a 18 és 24 év közötti, 27,9%-a 25 és 44 év közötti, 19,6%-a 45 és 64 év közötti, 14,9%-a pedig 65 éves vagy idősebb. A medián életkor 34 év volt. Minden 18 évnél idősebb 100 nőre 92,1 férfi jut; a 18 évnél idősebb nőknél ez az arány 88,5.
A háztartások medián bevétele 35 347 amerikai dollár, ez az érték családoknál $43 875. A férfiak medián keresete $31 044, míg a nőké $21 757. A város egy főre jutó bevétele (PCI) $16 155. A családok 6,3%-a, a teljes népesség 8,8%-a élt létminimum alatt; a 18 év alattiaknál ez a szám 11,7%, a 65 évnél idősebbeknél pedig 14,5%.

## Gazdaság
A városban számos családi üzemeltetésű farm található. A Lochmead Farms a nyugati part legnagyobb tejüzeme; a csarnokot a Gibson család tartja fenn. A Stroda család által üzemeltetett Stroda Farms faipari tevékenységet végez. Junction Cityben volt a 2009 novemberében csődbe ment Country Coach luxusbuszokat gyártó cég székhelye; valamint Coburgba költözésééig a Monaco Coach Corporation is a városban volt.

## Évente megrendezett események
- Daffodil Drive Festival:[13] két napos esemény március közepén, a résztvevők 6 mérföldet vezetnek a Ferguson Roadon a Long Tom Grange-ig, ahol nárciszt és más dolgokat vásárolhatnak.
- Scandinavian Festival:[14] négy napos esemény augusztusban, Dánia, Finnország, Norvégia, Svédország és Izland kultúráját mutatja be.

## Oktatás
A várost a Junction City-i Iskolakerület szolgálja ki.

## Közbiztonság
A helyi közrendért felelős szerv a Junction City Police Department.

## Fordítás
Ez a szócikk részben vagy egészben  a   Junction City, Oregon című angol Wikipédia-szócikk ezen változatának fordításán alapul.  Az eredeti cikk szerkesztőit annak laptörténete sorolja fel. Ez a jelzés csupán a megfogalmazás eredetét és a szerzői jogokat jelzi, nem szolgál a cikkben szereplő információk forrásmegjelöléseként.